# Edgar Swenson
Karl Edgar Swenson, född 8 september 1893 i Enköping, död 1972, var en svensk tjänsteman och tidningsman.
Edgar Swenson var son till järnarbetaren Karl Viktor Svensson. Han avlade studentexamen i Västerås 1914 och var 1915–1916 anställd vid ASEA, och därefter 1916–1917 knuten till Umeå elektricitetsverk. Han återvände sedan till ASEA, där han 1917–1921 var chef för debiteringsavdelningen. 1921 emigrerade han till USA och var till 1933 föreståndare för Swedish Bureau, Foreign Language Information Service i New York, från 1927 i egenskap av institutionens ekonomichef. Från 1933 var Swenson chefredaktör för den svenskamerikanska tidningen Nordstjernan i New York. På denne post arbetade han särskilt under andra världskriget för att främja kontakten mellan Sverige och emigranterna. 1937–1942 var Swenson korrespondent för Stockholms-Tidningen, och 1941–1943 var han chef för US Office of War Information i New York. Från 1947 var han Canadian Broadcasting Corporations svenska FN-kommentator. Han utgav Haandbok for Invandraren (på norska, 1927).